# Gmina Skaryszew
Die Gmina Skaryszew ist eine Stadt-und-Land-Gemeinde im Powiat Radomski der Woiwodschaft Masowien in Polen. Ihr Sitz ist die gleichnamige Stadt (deutsch Skaryszew) mit etwa 4350 Einwohnern.

## Geographie

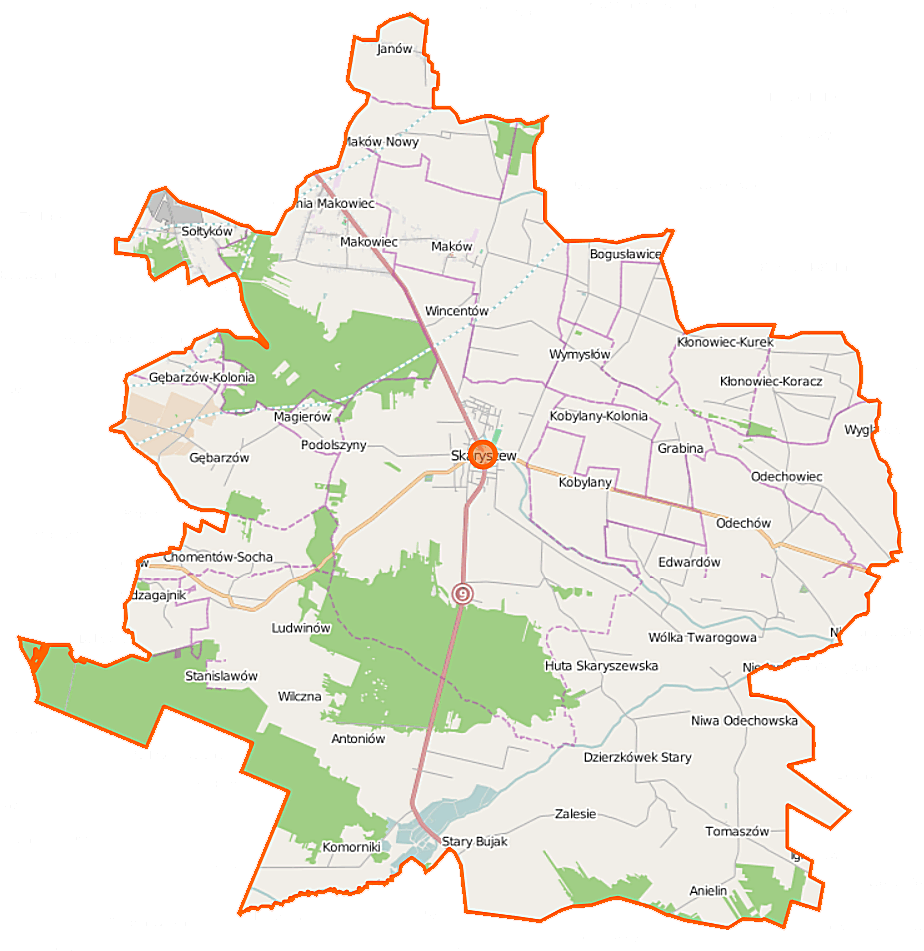
Karte der Gemeinde

Die Gemeinde liegt im Süden der Woiwodschaft. Die Grenze zur Woiwodschaft Heiligkreuz liegt etwa fünf Kilometer südwestlich. Nachbargemeinden sind die Kreis- und Großstadt Radom im Nordwesten und die Gemeinden Gózd im Norden, Tczów und Kazanów im Osten, Iłża im Süden, Wierzbica im Südwesten sowie Kowala im Westen.
Zu den Fließgewässern gehören die 30 Kilometer lange Modrzejowianka und ihr Zufluss Kobylanka mit 21 Kilometer Länge. Erstere entwässert in die Iłżanka.
Die Gemeinde hat eine Fläche von 171,4 km², von der 77 Prozent land- und 17 Prozent forstwirtschaftlich genutzt werden.

## Geschichte
Das heutige Gemeindegebiet gehörte unterbrochen durch die deutsche Besatzungszeit im Zweiten Weltkrieg von 1919 bis 1975 zur Woiwodschaft Kielce mit unterschiedlichem Zuschnitt. Skaryszew erhielt 1922 die in russischer Zeit aberkannten Stadtrechte zurück.
Von 1975 bis 1998 gehörte das Gemeindegebiet zur Woiwodschaft Radom. Der Powiat wurde in dieser Zeit aufgelöst. Die Landgemeinde Skaryszew wurde nach 1954 wiederholt in verschiedene Gromadas umgewandelt und zum 1. Januar 1973 neu geschaffen. Stadt- und Landgemeinde Skaryszew wurden 1990/1991 zur Stadt-und-Land-Gemeinde zusammengelegt. Diese kam 1999 an die Woiwodschaft Masowien und zum wieder eingerichteten Powiat Radomski.

## Gliederung
Zur Stadt-und-Land-Gemeinde (gmina miejsko-wiejska) Skaryszew mit 14.821 Einwohnern (Stand 31. Dezember 2020) gehören die Stadt selbst und 34 Dörfer mit Schulzenämtern (sołectwa):
- Anielin,
- Antoniów,
- Bogusławice,
- Bujak,
- Chomentów-Puszcz,
- Chomentów-Socha,
- Chomentów-Szczygieł,
- Dzierzkówek Nowy,
- Dzierzkówek Stary,
- Edwardów,
- Gębarzów,
- Gębarzów-Kolonia,
- Grabina,
- Huta Skaryszewska,
- Janów,
- Kazimierówka,
- Kłonowiec-Koracz,
- Kłonowiec-Kurek,
- Kobylany,
- Makowiec,
- Maków,
- Maków Nowy,
- Miasteczko,
- Modrzejowice,
- Niwa Odechowska,
- Odechowiec,
- Odechów,
- Podsuliszka,
- Sołtyków,
- Tomaszów,
- Wilczna,
- Wólka Twarogowa,
- Wymysłów,
- Zalesie

Hinzu kommen die kleineren Ortschaften Bogusławice-Kolonia, Dąbrówka Makowska und Modrzejowice-Kolonia sowie die Weiler Gębarzów, Makowiec-Leśniczówka und Modrzejowice.

## Denkmalgeschützte Sehenswürdigkeiten
In den Orten der Gemeinde stehen unter Denkmalschutz:
- Wohn- und Wirtschaftsgebäude in Bujak, 1. Hälfte des 19. Jahrhunderts[3]
- Park in Chomentów-Puszcz, 18.–20. Jahrhundert[4]
- Park in Gębarzów, 18./19. Jahrhundert[5]
- Gutsanwesen mit Vorwerken in Maków, Nebengebäude, Getreidespeicher, Brennerei, 18./19. Jahrhundert[6]
- Pfarrkirche in Odechów, 15. Jahrhundert, 1911–1913[7]
- Kirche St. Jakob, Friedhof, Mauer mit Tor und Kapellen in Skaryszew, 1691–1701[8]
- Friedhof (18. Jh.) und Grabkapelle der Familie Skorupski (1885) in Skaryszew.[9]

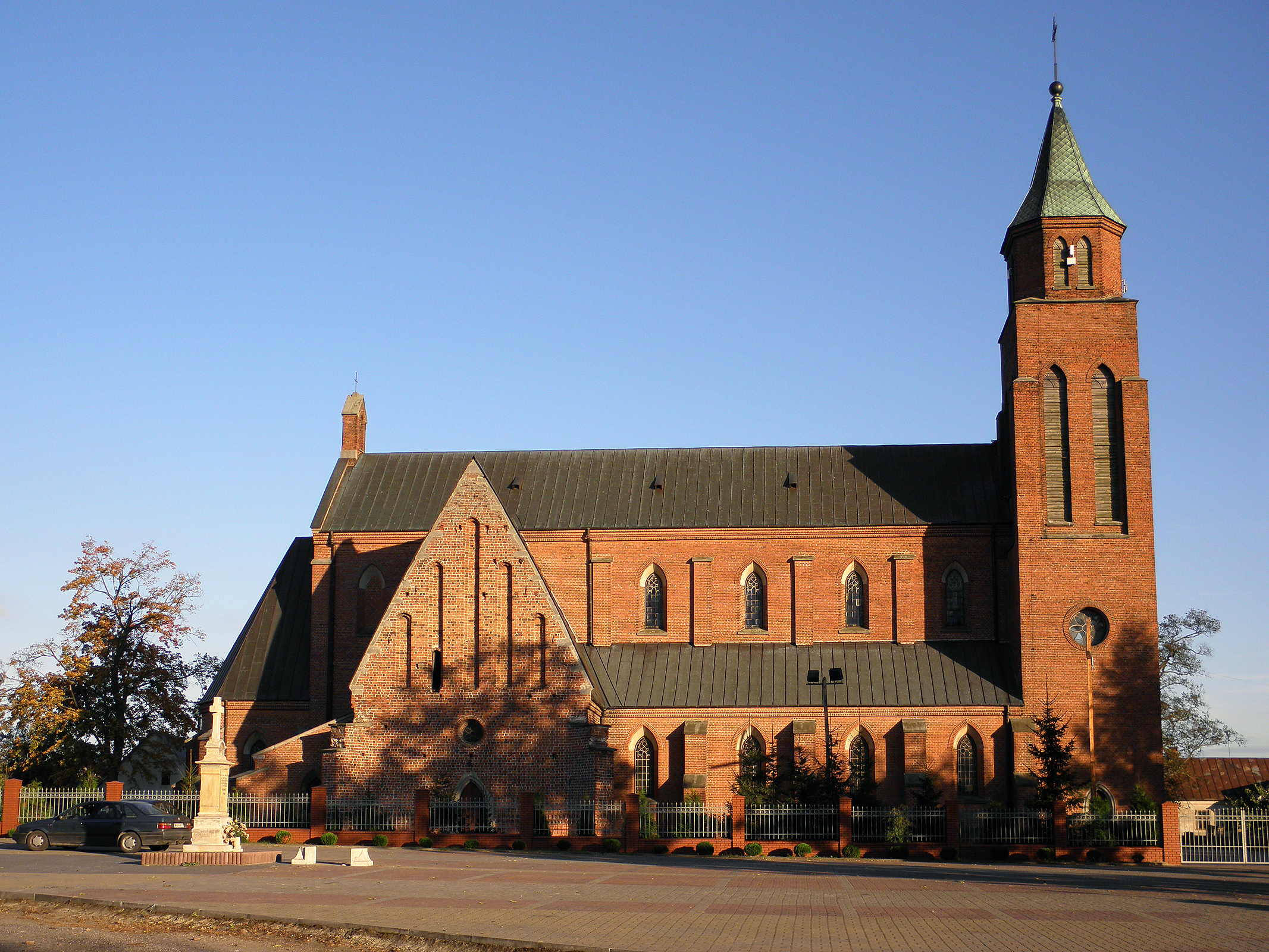
Kirche in Odechów
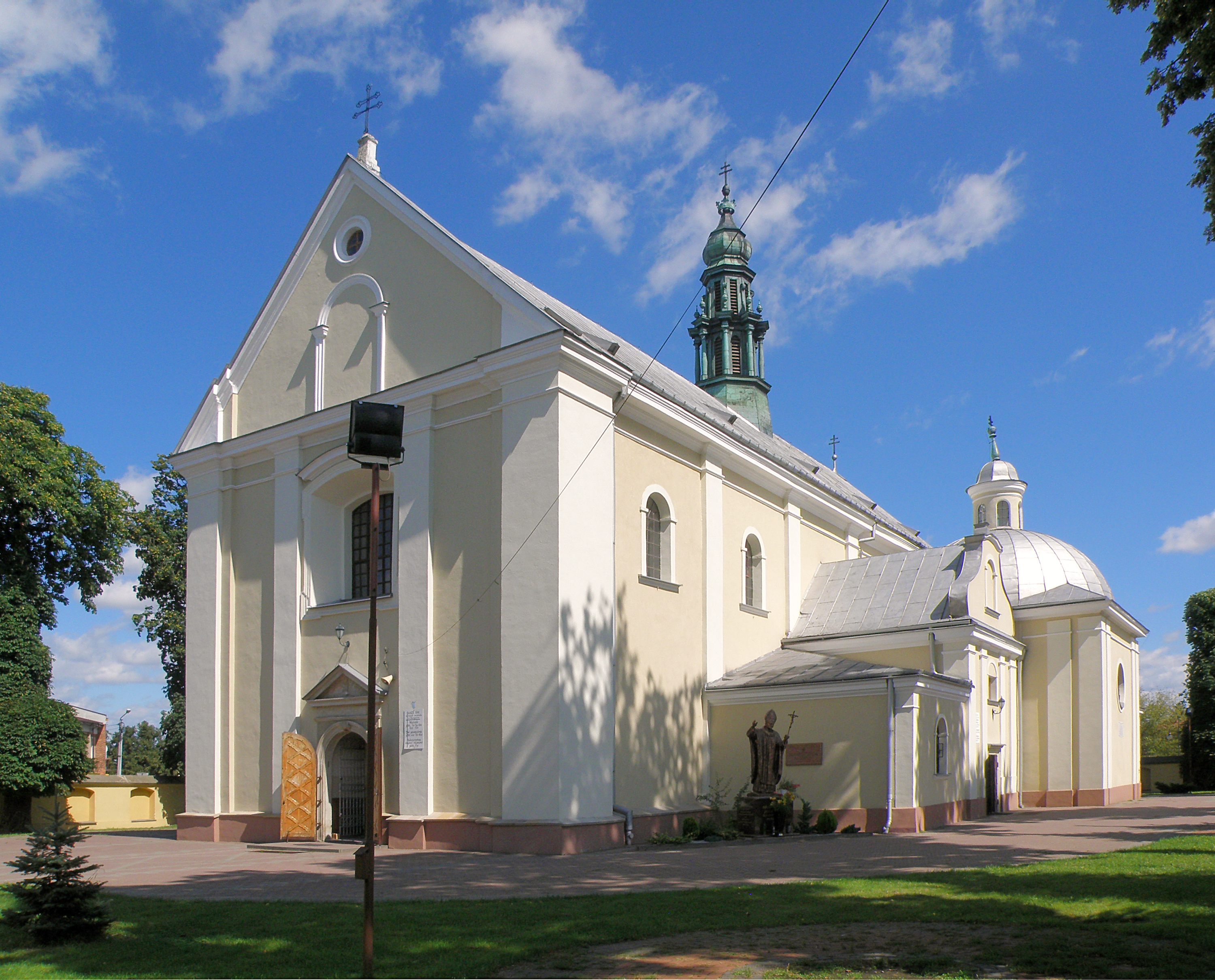
St. Jakob in Skaryszew
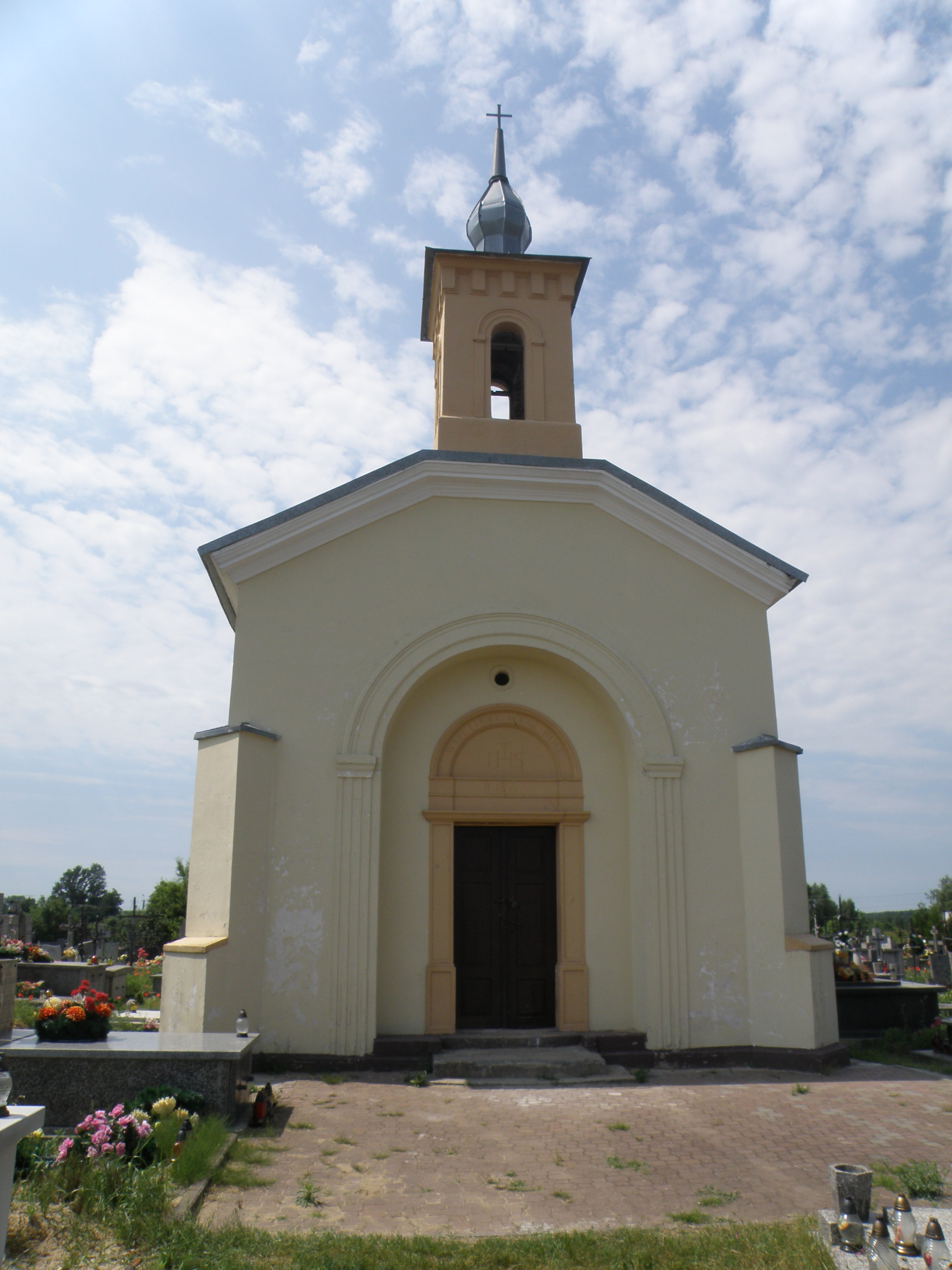
Grabkapelle in Skaryszew
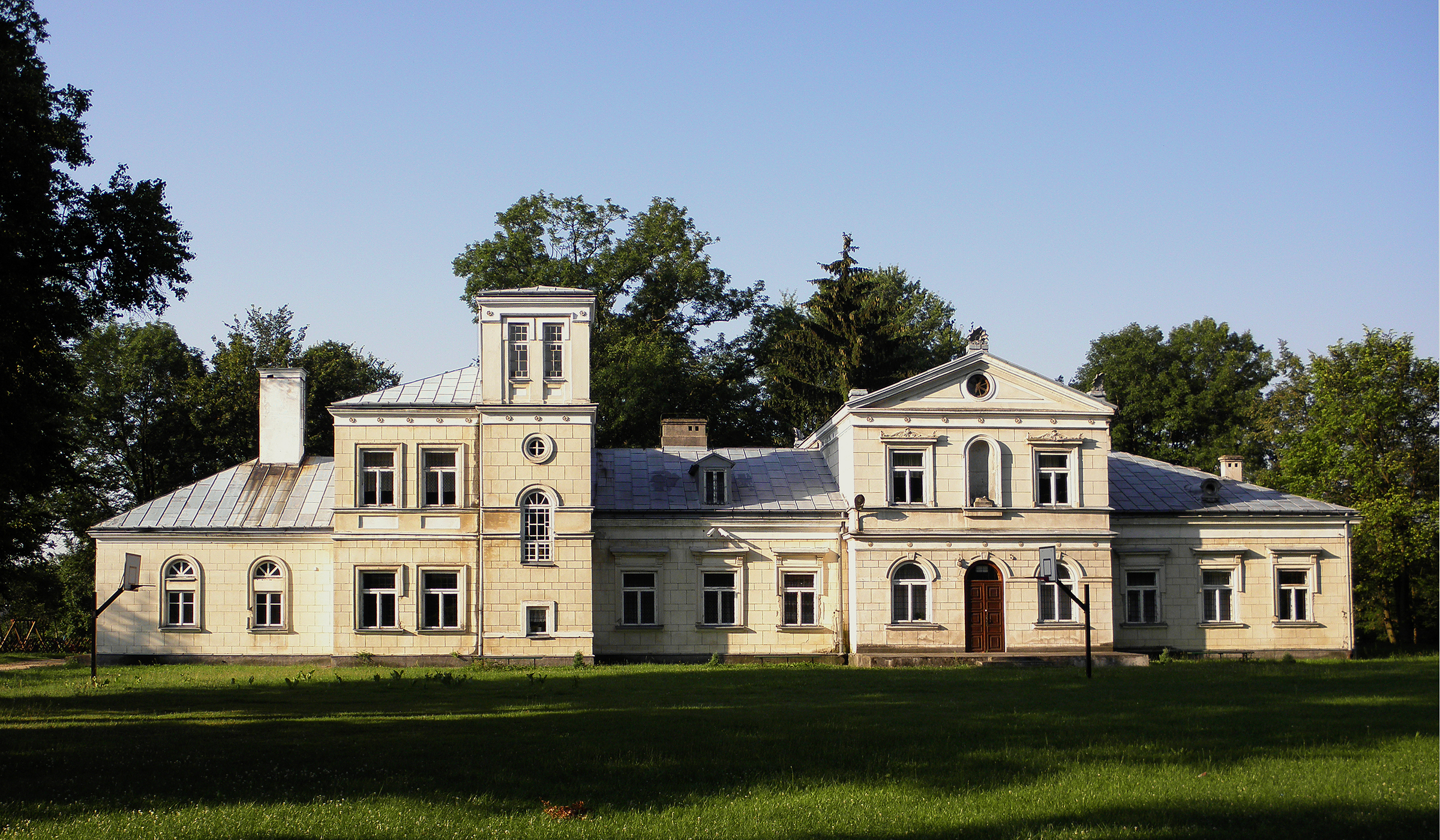
Herrenhaus in Maków

## Verkehr
Die Landesstraße DK9 (Europastraße 371) durchzieht die Gemeinde und ihren Hauptort vom Nordwesten nach Süden. Sie führt von der Kreisstadt Radom nach Rzeszów, die Hauptstadt der Woiwodschaft Karpatenvorland. Die kreuzende Woiwodschaftsstraße DW733 führt in die Nachbargemeinden Kowala und Tczów im Westen bzw. Osten.
Der Bahnhof Radom Główny ist die nächste Bahnstation. Der nächste internationale Flughafen ist Warschau in etwa 120 Kilometer Entfernung.

## Persönlichkeiten
Die Politikerin Ewa Kopacz, von September 2014 bis November 2015 Ministerpräsidentin Polens wurde 1956 in Skaryszew geboren.